# Parafia św. Andrzeja Boboli w Markach
Parafia św. Andrzeja Boboli w Markach – parafia rzymskokatolicka należąca do dekanatu kobyłkowskiego, diecezji warszawsko-praskiej, metropolii warszawskiej Kościoła katolickiego, w dzielnicy Struga, w Markach. Pod wezwaniem świętego Andrzeja Boboli

## Historia
Fundatorem parafii jest ks. Antoni Poławski (1871-1943), kapłan diecezji kieleckiej, długoletni misjonarz w Ameryce Północnej, który po powrocie do Polski zakupił w 1926 r. kilkadziesiąt hektarów gruntu w Strudze. 
Parafia została erygowana w 1952. Jest obsługiwana przez księży Michalitów, którym fundator przekazał nieruchomości. 

### Kościół parafialny
Kościół parafialny zbudowany w latach 1928–1931 według projektu Feliksa Michalskiego. Konsekrowany 16 maja 1995 r. We wrześniu 2016 kościół przeszedł remont elewacji.

## Duszpasterstwo
Obok plebanii mieści się Kuria Generalna Zgromadzenia Świętego Michała Archanioła, Katolicka Szkoła Podstawowa i Liceum im. Bł. Bronisława Markiewicza i Wydawnictwo Michalineum, redakcja dwumiesięcznika „Któż jak Bóg” i Sekretariat Peregrynacji Figury św. Michała Archanioła. 
Obszar parafii obejmuje dzielnicę Marek – Strugę. 